# Chaumes-en-Retz
Chaumes-en-Retz è un comune francese del dipartimento della Loira Atlantica nella regione dei Paesi della Loira.
È stato creato il 1º gennaio 2016 dalla fusione dei preesistenti comuni di Arthon-en-Retz e Chéméré.
Il capoluogo è la località di Arthon-en-Retz.